# جهن
جَهن پسر افراسیاب و برادر شیده و شاه توران است. کیخسرو شاه ایران جهن را اسیر کرد و پس از کشتن افراسیاب به کین سیاوش، فرمانفرمایی توران را به او داد. جهن در بیتی مبهم برادر افراسیاب نامیده شده:
| برادر بود جهن و جنگی پشنگ |  | که در جنگ دریا کند کوه سنگ |

## جهن در شاهنامه
جنگ بزرگ، آخرین نبرد کیکاووس و افراسیاب است و کیخسرو نوه هر دو پادشاه ایران و توران به جانبداری از کیکاووس نیای پدری، علیه افراسیاب نیای مادری وارد میدان جنگ شده است. افراسیاب با تمام دودمان خویش در جنگ مشارکت دارد که شکست او به منزلهٔ نابودیِ تمام خاندان سلطنتی خواهد بود. افراسیاب پیش از آغاز جنگ از کیخسرو خواست فرماندهی جنگ را به کاووس یا گودرز بسپارد تا دستش به خون نوهٔ خود یعنی کیخسرو آلوده نگردد، درخواست دیگر افراسیاب جنگ تن به تن با کیخسرو بود تا مانع کشته شدن افراد جنگی از دو طرف گردد. جهن در این میدان جناح چپ لشکر افراسیاب را فرماندهی می‌کند:
| ز گردان گردنکشان صد هزار    |  | بدو داد شاه از در کارزار    |
| همان میسره جهن را داد و گفت |  | که نیک اخترت باد هر جای جفت |
| که باشد نگهبان پشت پشنگ     |  | نپیچد سر ار بارد از ابر سنگ |